# Heptathela yanbaruensis
Heptathela yanbaruensis is een spinnensoort uit de familie Liphistiidae. De soort komt voor in Okinawa.